# Estación Huépil
Estación Huépil es una antigua estación de ferrocarriles, ubicada en la ciudad homónima que es capital de la comuna chilena de Tucapel, la cual dio origen al pueblo. Formaba parte, primero del Ferrocarril Trasandino por Antuco luego, desde 1942 con su estatización, llamado Ramal Monte Águila - Polcura, hoy en desuso, y levantado.
- Datos: Q5905486